# イザリン・サイジェ＝ウイダー
イザリン・サイジェ＝ウイダー（Isaline Sager-Weider、1988年7月5日 - ）は、フランスの元女子バレーボール選手。現役時代のポジションはミドルブロッカー。元フランス代表。

## 来歴
- クラブチーム

コルマール出身。2007年、ASPTT Mulhouse Volley-Ballに入団。6年間在籍し、2007/08～2011/12の5シーズンはいずれもフランス国内リーグで準優勝した。2013年、当時2部リーグ所属だったVandœuvre Nancy Volley-Ballへ移籍し、5年間プレーした。2018年、Levallois Paris Saint-Cloudへ移籍し2年間プレーした。2020年5月、RCカンヌへの移籍に合意し、2020/21シーズンのフランス国内リーグでは5位となった。2021年7月、Terville-Florange OCへ移籍することが発表され、2021/22シーズンのフランス国内リーグでは4位になった。2022年5月、VBナントへ移籍し、2022/23シーズンのフランスカップで3位、フランスリーグで5位となった。2023年Volley Mulhouse Alsaceに復帰し、2023/24シーズンのフランス国内リーグで3位となった。2024年4月、現役を引退することが発表された。
- 代表チーム

アンダーカテゴリーの代表として2006年、U-20欧州選手権に出場した。2009年、シニア代表に初選出され、同年の地中海競技大会でデビューした。2012年、ヨーロッパリーグに出場した。2021年、代表復帰し、同年の欧州選手権に出場し7位となった。2022年、ヨーロッパリーグで金メダルを獲得した。同年のチャレンジャーカップに出場した。

## 球歴
- 欧州選手権 - 2021年
- チャレンジャーカップ - 2022年

## 所属クラブ
- ASPTT Mulhouse Volley-Ball（2007-2013年）
- Vandœuvre Nancy Volley-Ball（2013-2018年）
- Levallois Paris Saint-Cloud（2018-2020年）
- RCカンヌ（2020-2021年）
- Terville-Florange OC（2021-2022年）
- VBナント（2022-2023年）
- Volley Mulhouse Alsace（2023-2024年）